# Kalkalpen (nationalpark)
Kalkalpen är en nationalpark i centrala Österrike som inrättades 1997.
Parkens yta är nästan 21 000 hektar. Den högsta bergstoppen, Hohe Nock, ligger 1 963 meter över havet. Stora delar av området är täckt med blandskog som bildas främst av granar, ädelgranar och bokträd. Områdets namn syftar på de förhärskande bergarterna som innehåller mycket kalk. I nationalparken finns över 70 grottor, däribland några isgrottor.

## Historia
De första människorna bodde redan under stenåldern i området. I en grotta hittades stenverktyg som är 30 000 till 65 000 år gammalt. På samma ställe finns även tecken som tyder på att grottbjörnar, grottlejon, vargar och stenbockar levde i området. I distriktet Losenstein hittades stenföremål från jägare som levde 18 000 till 10 000 år före Kristus.
Under medeltiden och efteråt var regionen ett centrum för järnframställning. När produktionen minskade var naturen inte särskild påverkad på platsen där nationalparken ligger. Efter nationalparkens inrättning listades den samma år av IUCN som skyddsområde i kategori II. 2001 och 2003 ökades parkens storlek. Sedan 2004 ingår parken även i Ramsarkonventionen och nätverket Natura 2000.

## Flora och fauna
I parken lever cirka 30 däggdjursarter, 1 500 arter fjärilar och det finns ungefär 80 fågelarter som ruvar här. Bland de över 1 000 växtarter finns gömfröväxter, ormbunkar och mossor.
Bland större däggdjur kan nämnas brunbjörn, lodjur, utter, europeisk bäver, sjusovare och olika fladdermöss.
Här lever flera fåglar som är med i Österrikes röda lista, bland annat tjäder, lärkfalk, orre, kungsfiskare, skogsduva, ormörn, svart stork, kungsörn, morkulla, bivråk, nattskärra och mindre flugsnappare.
Hotade kräldjursarter i parken är eskulapsnok (Zamenis longissimus), skogsödla, kopparödla, hasselsnok, vanlig snok och sandödla.
Bland växtarter finns 102 som står på Österrikes röda lista.

## Turism

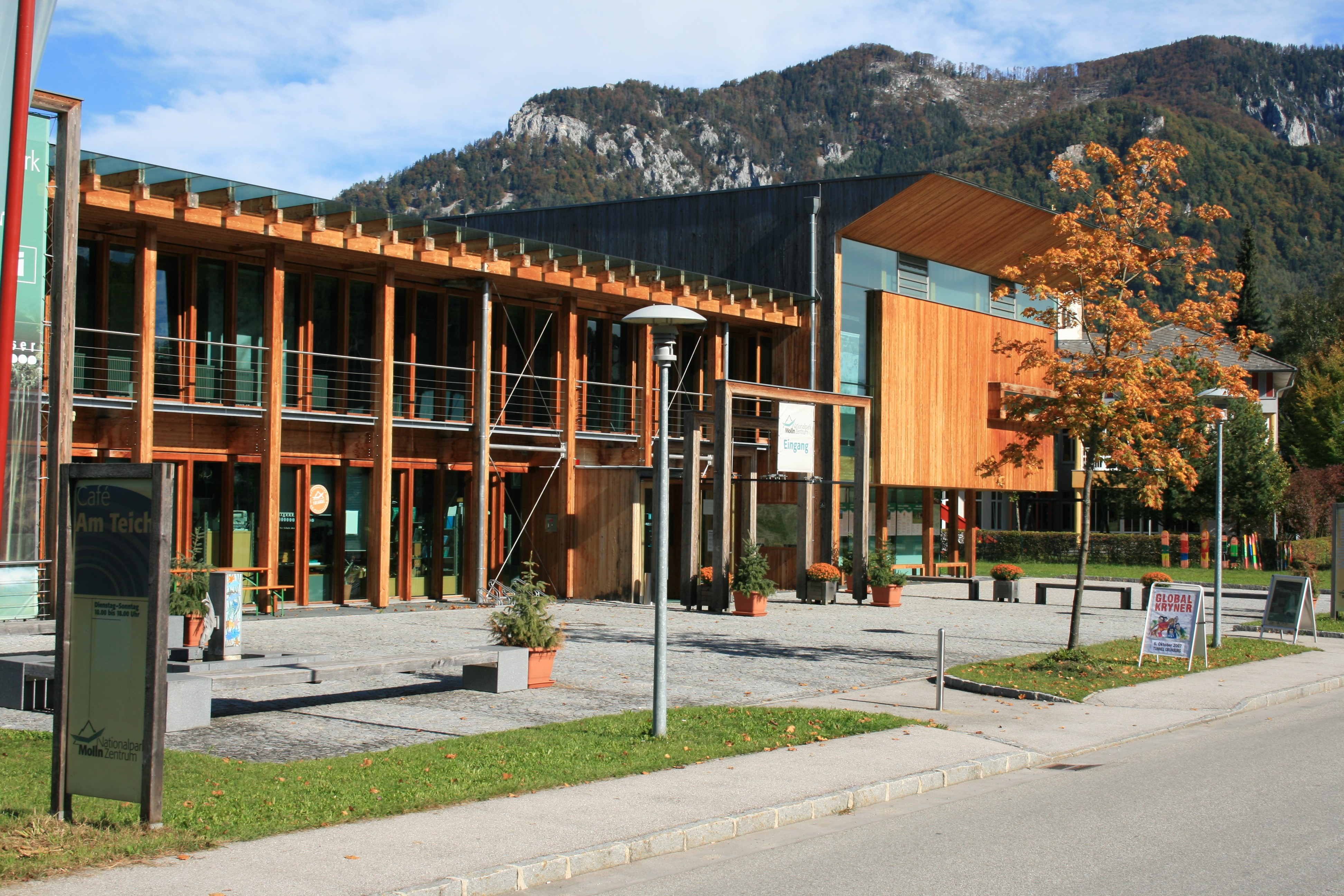
Nationalparkcentrum i Molln

Dessa distrikt som har andel av parken satsar på ekologisk turism. Här finns ett flertal vandringsled. I periferin finns cirka 20 ängar med betesmark men några är inte i bruk.